# Parata dei turchi
La parata dei turchi è una rievocazione storica che si svolge annualmente a Potenza il 29 maggio, vigilia della festa di san Gerardo, patrono della città.

## Storia
Alcuni studiosi sostengono che la Parata ricorda una processione religiosa tenutasi al ritorno di schiavi riscattati in Barberia dai religiosi degli ordini SS. Trinità e Mercedari e ne ripete la contestuale festa popolare.
La prova sarebbe che a Bruges nel 1884, a ricordo (documentato in " Corsaires et Redempteurs " , edito nel 1884 da Societé de Saint Augustin - Lille - Francia) del ritorno di schiavi riscattati, con il Santo protettore sfilarono i Turchi, il gran Turco, e l’equipaggio della nave che li riportò liberi in patria. Sono gli stessi protagonisti che si ritrovano nella Parata di Potenza.
Il dott. Musto ritrova altri indizi nell’opera dello storico potentino Riviello R. Questi nella Parata riporta (Ricordi e note su costumanze, usi e costumi del popolo potentino, Potenza, tip. Garramone e Marchesiello, 1893) altri personaggi presenti nelle rituali processioni tenute al ritorno di schiavi riscattati: alabardieri (fungevano da scorta d’onore), bambini vestiti da Angeli (presenti nelle processioni dei Trinitari) e Bambini vestiti da Turchi (presenti nelle processioni dei Padri Mercedari). Anche i luoghi della festa riportati dal Riviello (inizio della festa all'esterno cattedrale e strade della Potenza medievale) sono compatibili con una processione di schiavi riscattati che terminava in cattedrale per i riti di ringraziamento.
La rappresentazione chiamata "Parata dei Turchi" si tiene ogni 29 maggio. Nell'antichità invece era celebrata l'11 maggio, ma a causa delle avversità climatiche venne posticipata alla data del 29 maggio. La vulgata cittadina fa risalire la rappresentazione allegorica del 29 maggio alla pretesa invasione di Potenza da parte di un esercito turco, il quale avrebbe risalito il fiume Basento fino al capoluogo. I cittadini, impotenti dinanzi all'organizzazione militare degli invasori, si sarebbero rivolti così al vescovo, san Gerardo La Porta, e questi, invocando una schiera di angeli guerrieri, avrebbe compiuto il miracolo di liberare la città dai suoi nemici. Appare tuttavia improbabile che, in tempi geologicamente recenti, il fiume Basento sia stato navigabile, inoltre non è storicamente riscontrata un'invasione turca riconducibile al periodo di S. Gerardo la Porta. È più credibile, invece, che Gerardo la Porta, già vescovo di Piacenza, abbia cominciato a essere venerato come santo protettore della città (il protettore precedente era Sant'Oronzo martire), dopo esservi stato mandato dalla Santa Sede per contrastare la diffusione dell'eresia Catara. Difatti, è certo che i Catari, nei primi decenni del XII secolo, estendessero le ultime propaggini nel sud Italia (pur avendo le loro maggiori comunità nel nord Italia e Oltralpe).
Vi sono tracce storiche, nel dialetto potentino (definito appunto un dialetto atipico per il sud Italia, con notevoli echi "gallici", e precisamente "Galloitalico"), che dimostrano una forte immigrazione, nel tardo Medioevo, di gruppi provenienti dal nord Italia e dalla Mitteleuropa. È plausibile che le comunità catare, le quali assumevano la forma di forti e influenti clan religiosi, abbiano incontrato l'opposizione delle gerarchie cattoliche ortodosse, e che Gerardo la Porta, vescovo di Piacenza, abbia ingaggiato con loro uno scontro politico, fino alla neutralizzarne l'influenza presso la borghesia cittadina. Da allora, probabilmente, la cittadinanza conservò con devozione la memoria del "liberatore", attribuendo col tempo ai "Turchi", il nemico per antonomasia delle popolazioni meridionali dei secoli successivi, il burrascoso evento e trasformandolo in una fantasiosa invasione armata.
Altre teorie fanno risalire la ricorrenza popolare ai festeggiamenti per la liberazione del re di Francia Ludovico, tenuto prigioniero dai Saraceni, festeggiamenti che sarebbero avvenuti a Potenza insieme all'autore dell'eroica liberazione, Ruggero I di Sicilia. Tale avvenimento, che avvenne poco dopo la santificazione di Gerardo la Porta, sarebbe stato ritenuto una grazia concessa da un protettore celeste, che fu naturale riconoscere nel santo appena "fatto". Secondo altri, similmente a quest'ultima ipotesi, si tratterebbe sì di una rievocazione di festeggiamenti militari, ma l'origine sarebbe la battaglia di Vienna del 1685, contro l'esercito musulmano schierato alle porte dell'Europa.
Un'altra tesi afferma che la tradizione della Parata dei Turchi risalga al 24 giugno 1578, data in cui il conte Alfonso de' Guevara giunse in città. Il popolo organizzò una grande festa e attese il conte vicino al fiume Basento, ai piedi della città. Vennero edificati tre castelli e venne simulata una battaglia con i turchi i quali vennero sconfitti e presi prigionieri. Quest'ultimo gesto voleva ricordare la battaglia di Lepanto del 1571.
L'avvenimento viene ricordato ogni anno il 29 maggio, giorno prima delle celebrazioni religiose in onore del Santo Patrono. La Parata parte da Piazza Beato Bonaventura (presso il Castello Guevara), percorrendo tutta Via Pretoria, fino ad arrivare in Viale Dante, dove si tiene la Quadriga di San Gerardo (a partire dal 2007 in sostituzione del Palio delle Sei Porte), una recente idea, quest'ultima, dell'amministrazione comunale.
La rievocazione è stata oggetto negli ultimi anni di molti rimaneggiamenti, e ha perso molto del suo antico aspetto. Negli ultimi venti anni, in particolare, l'amministrazione comunale ha elaborato diverse "interpretazioni" della parata, alcune più fedeli alla tradizione, altre decisamente più creative (e oggetto di accese polemiche).
Con deliberazione n. 199 del 20/12/2010 avente ad oggetto: “Rievocazione e parata storica per la commemorazione di San Gerardo Patrono della città di Potenza è stata costituita la Commissione storica per la pianificazione, preparazione ed istituzionalizzazione di tale evento; a seguito dei lavori svolti dalla Commissione è stato elaborato il “Disciplinare per le parate e le rievocazione storiche dedicate alla commemorazione per San Gerardo patrono della città di Potenza” che riconoscendo, in alcuni ambienti ben definiti dalla storia e dalla leggenda, le caratteristiche precipue e particolari della parata ha voluto regolamentare fondamentalmente la denominazione, l'immagine, la partecipazione, e le norme di svolgimento del corteo storico.
Il Disciplinare per le “Parate e le rievocazioni storiche” dedicate alla commemorazione per San Gerardo Patrono della città di Potenza è stato approvato con Delibera di Consiglio Comunale nº 120 del 26/05/2011,
La Parata, costituisce una rievocazione storica figurata che prende in considerazione i seguenti periodi storici:
- XII sec.
- XVI sec.
- XIX sec.

Le ambientazioni e i quadri dei quali la Parata si compongono e l'ordine in cui deve svolgersi, risultano dal prospetto schematico annesso al regolamento.
Il complesso delle disposizioni, così come di seguito meglio specificate, sono ispirate anche al RIRS (Regolamento Italiano per la “Rievocazione Storica”) allegato al disciplinare.
La parata si svolgerà la sera del giorno 29 maggio di ogni anno.
Il tragitto della Parata è il seguente: Viale Marconi, Via Verdi, Viale Dante, Via Vaccaro, C/so Umberto, Via Portasalza, Via Pretoria, piazza Matteotti, Largo Duomo.

## La Iaccara

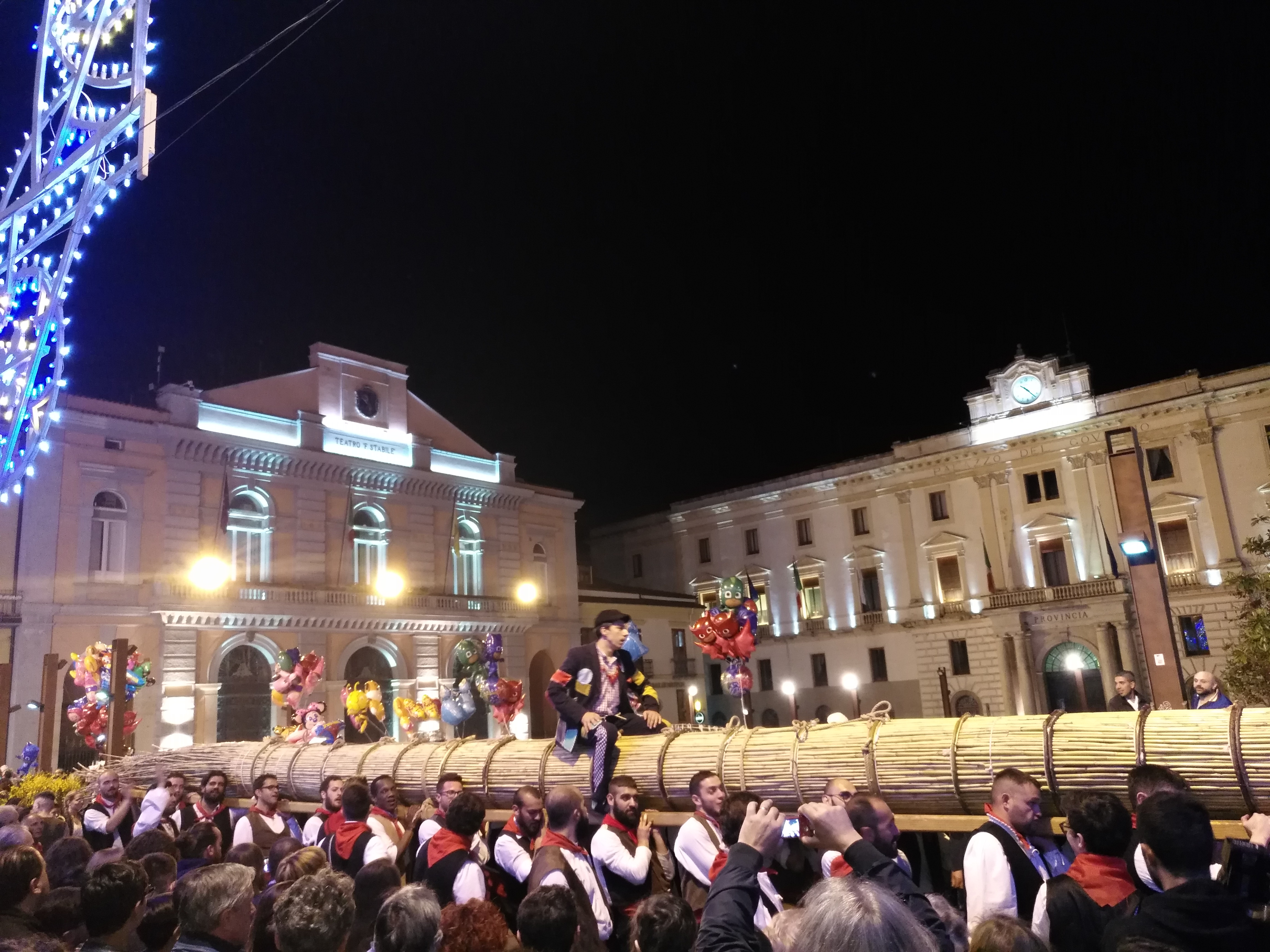
Sfilata della Iaccara

All'interno della Parata dei Turchi la cosiddetta Iaccara, un fascio di canne e legna lungo circa dodici metri, del diametro di circa un metro e pesante circa una tonnellata, viene portata in spalla da devoti che indossano il costume tradizionale potentino. Si tratta di un'antica tradizione di cui vi è traccia nelle cronache storiche. La Iaccara viene trasportata da circa 20 persone lungo tutto il percorso della parata storica e viene manovrata grazie al coordinamento degli iaccàri con il Capoiaccara che impartisce gli ordini assistito da quattro aiutanti. Durante la Sfilata della Iaccara una figura burlesca, seduta a cavalcioni sul fascio, apostrofa gli spettatori spiegando che la Iaccara non è di chi la porta, né di chi la guarda, ma è di San Gerardo. 
La Iaccara, alla fine del percorso, viene innalzata a braccia, scalata dal Capoiaccara e incendiata in onore del Santo Patrono, ripetendo una simbologia tipica dei riti pagani, e in particolare della tradizione dei riti arborei lucani. Considerate le dimensioni ragguardevoli e il peso elevato, la manovra in sicurezza della Iaccara per le vie della città richiede un grande affiatamento tra i portatori, una solida esperienza e la rigida definizione dei ruoli.

## Il Cinto al Santo
Un altro elemento caratteristico che precedeva la parata dei turchi era nel passato la costruzione dei cinti. Tradizione di origini remote essa avvenne per l'ultima volta nel 1902. Essa consisteva nel costruire in onore di San Gerardo delle grandi strutture fatte di fiori e ceri. Di solito il fiore più usato era la ginestra. Si organizzavano delle competizioni per la costruzione del cinto più bello. Chi vinceva aveva in palio due orecchini d'oro, mentre le altre partecipanti ricevevano un foulard.
Nella storica parata dei turchi del 2012 questa tradizione è stata fatta rivivere dopo 110 anni grazie ad una giovane associazione, l'Associazione Io Potentino, che si è fatta carico di ripristinare questa antica usanza.

## Itinerario
- Stadio Alfredo Viviani
- Viale Guglielmo Marconi
- Via Giuseppe Verdi
- Viale Dante
- Via Nicola Vaccaro
- Piazza Vittorio Emanuele II
- Corso Umberto I
- Via Portasalza
- Via Pretoria
- Via Addone
- Via Vincenzo Scafarelli
- Cattedrale di San Gerardo